# Cynoglossum papuanum
Cynoglossum papuanum är en strävbladig växtart som beskrevs av Schlechter och O. Brand. Cynoglossum papuanum ingår i släktet hundtungor, och familjen strävbladiga växter. Inga underarter finns listade i Catalogue of Life.